# Tricentrogyna flavomarginata
Tricentrogyna flavomarginata är en fjärilsart som beskrevs av Heinrich Benno Möschler 1890. Tricentrogyna flavomarginata ingår i släktet Tricentrogyna och familjen mätare. Inga underarter finns listade i Catalogue of Life.